# ARM Netzahualcoyotl (D-102)
Il cacciatorpediniere ARM Netzahualcoyotl (ex USS Steinaker (DD-863)) era una nave scuola degli allievi ufficiali della Armada de México. La nave è stata l'ultima unità della classe Gearing a rimanere in servizio e oltre a compiti addestrativi venne utilizzata per il pattugliamento costiero per il contrasto al narcotraffico.

## USS Steinaker (DD-863)
La costruzione della nave è avvenuta nei cantieri navali Bethlehem Steel di Staten Island nello stato di New York dove il suo scafo è stato impostato sugli scali il 1º settembre 1944 e varato il 1º febbraio 1945 con il nome Steinaker, in onore di Donald Baur Steinaker un marine caduto a soli venti anni di età il 9 ottobre 1942 durante la Campagna di Guadalcanal e decorato alla memoria con la Navy Cross. La nave, entrata in servizio nella US Navy il successivo 26 maggio venne assegnata alla base di Norfolk alternando la sua attività operativa lungo la costa est degli Stati Uniti nella Atlantic Fleet e l'impiego nel Mediterraneo nella Sesta Flotta.

Immagini della nave prima della conversione in picchetto radar
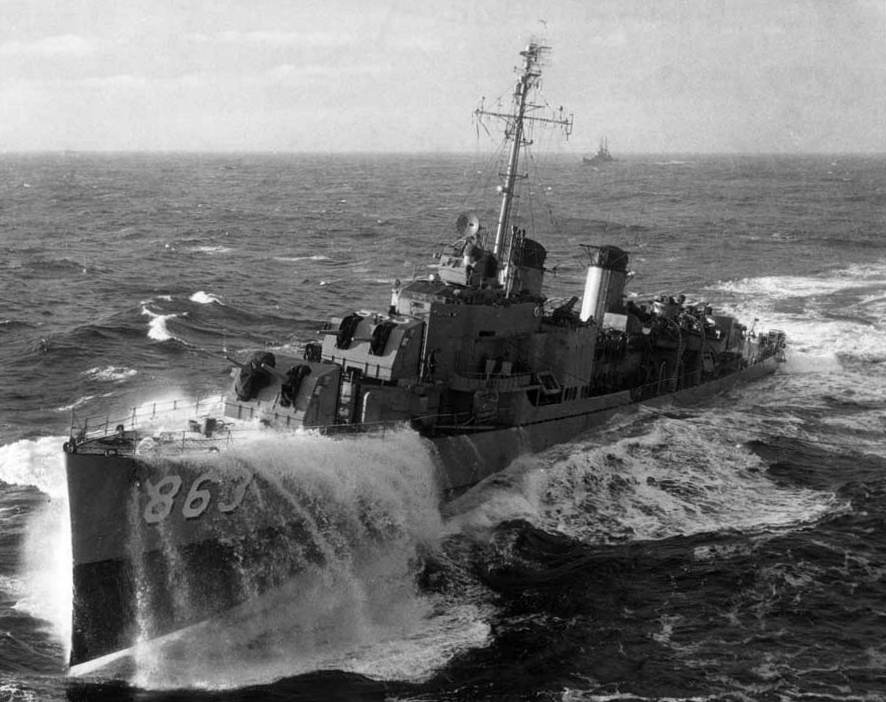
Atlantico del Nord 1951
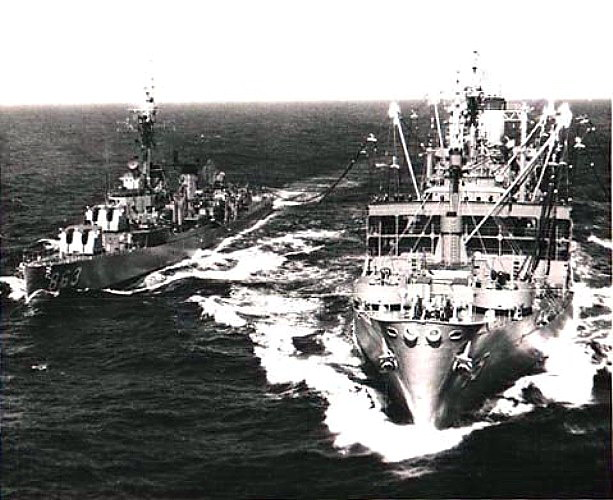
Rifornimento in mare

Il 1º luglio 1952 la nave rientrò in cantiere per essere convertita in unità di difesa aerea a lungo raggio. I lavori vennero effettuati presso il Norfolk Naval Shipyard nell'ambito di un programma di conversione di dodici Gearing in cacciatorpediniere antiaerei, dopo che in precedenza altri ventiquattro cacciatorpediniere della classe erano stati sottoposti a tali lavori di conversione.
I lavori, che videro l'installazione di nuovi radar di ricerca aerea, terminarono il 28 febbraio 1953 e il primo impiego come unità di difesa aerea a lungo raggio avvenne nella Sesta Flotta dal 16 settembre 1953 al 3 febbraio 1954.

Immagini della nave in Italia ai tempi del servizio con la US Navy
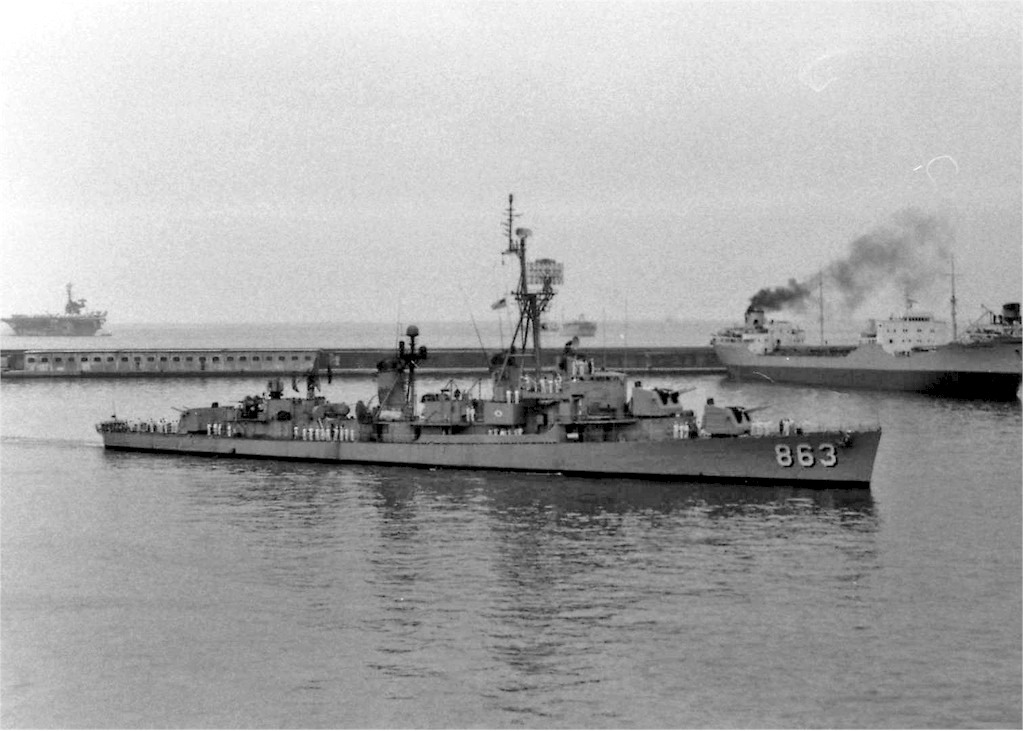
Genova 1962
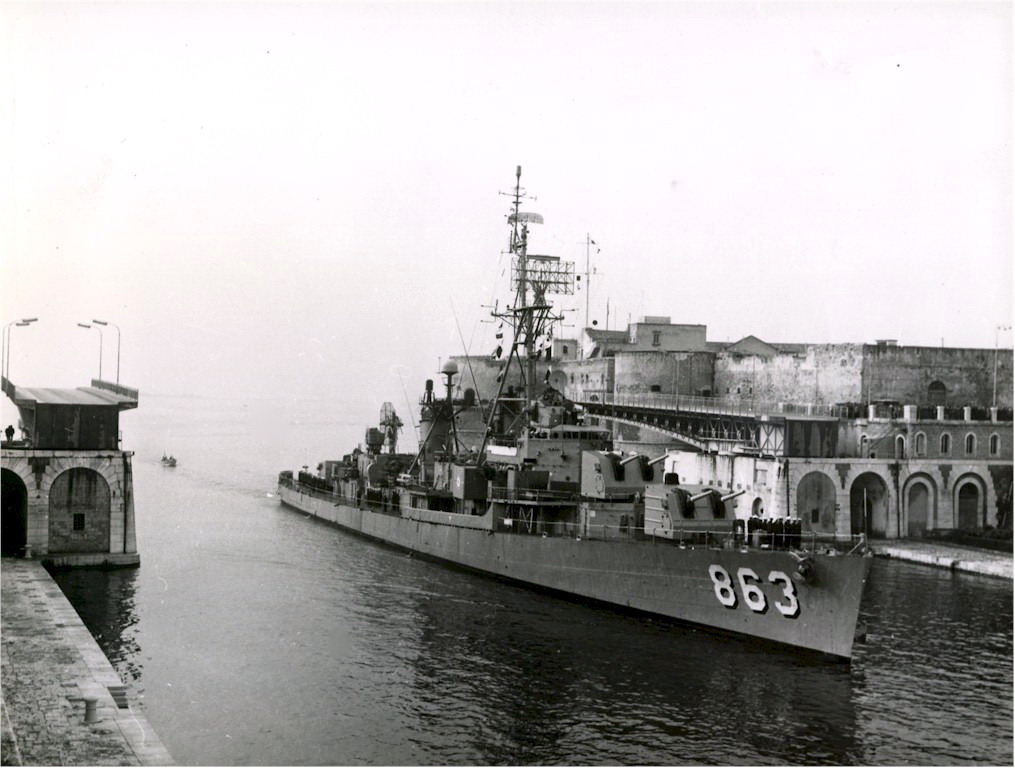
Taranto 1963

Nel 1964 la nave fece il suo rientro in cantiere per essere sottoposta agli ammodernamenti del Programma FRAM per essere convertita in unità antisommergibile. I lavori vennero svolti al Boston Navy Yard e vennero completati nel febbraio 1965.

Immagini della nave dopo gli ammodernamenti del Programma FRAM
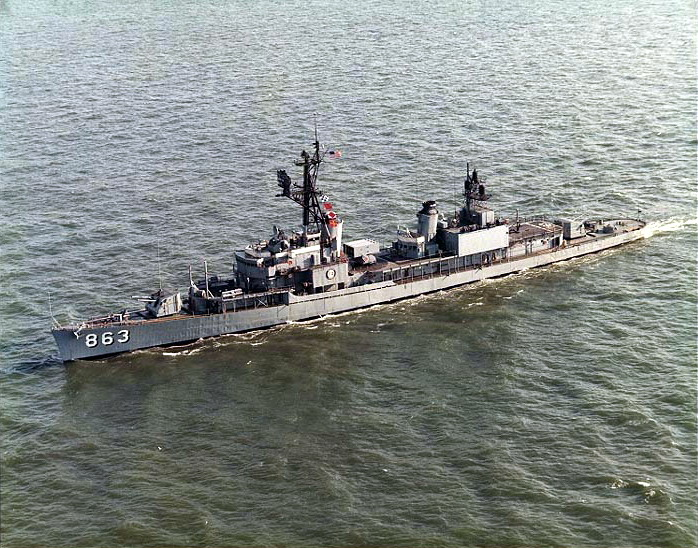
Chesapeake Bay 1974
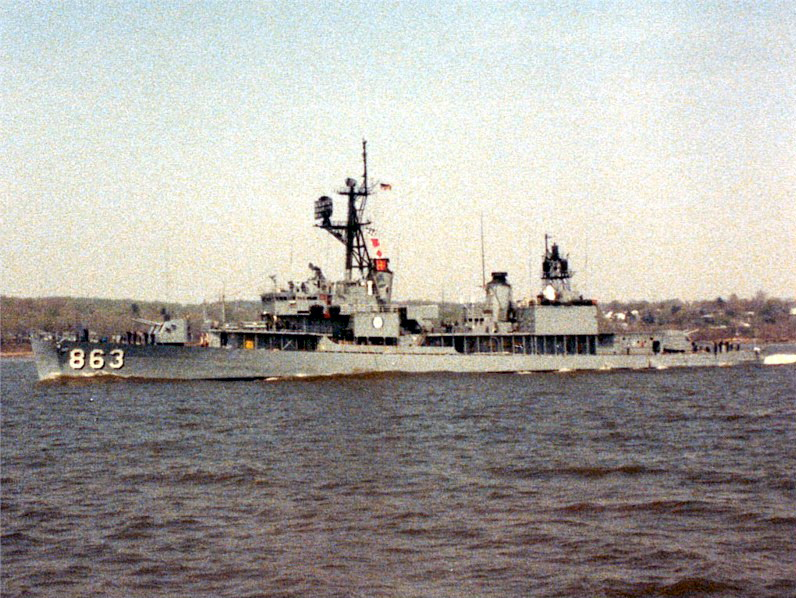
Estate 1979

La nave venne impiegata nel 1967 per due mesi nel Mar Rosso e in Oceano Indiano. Il 26 marzo 1968 lasciò Norfolk e dopo avere attraversato per la prima volta il 31 marzo il Canale di Panama per la sua prima missione nel Pacifico e aver toccato i porti di San Diego, Pearl Harbor, Midway, Guam e le Filippine giunse nelle acque del Vietnam. La nave venne assegnata alla Settima Flotta dal 20 maggio al 1º ottobre partecipando a bombardamenti navali a supporto delle operazioni nelle Province di Binh Thuan e Phu Yen allo scopo di interdire infiltrazioni per via marittima delle forze comuniste in Vietnam del Sud.
La nave fece rientro sulla costa orientale degli Stati Uniti attraverso Subic Bay, Singapore, Yokosuka e Okinawa giungendo a Norfolk il 5 novembre 1968 e riprendendo la sua attività operativa nella Atlantic Fleet fino al 9 gennaio 1970, quando venne assegnata alla Forza navale permanente della NATO, svolgendo tale compito fino al 23 luglio 1970. Dopo un altro impiego nel Mediterraneo, dal 23 febbraio al 23 luglio 1971 e nell'Atlantico settentrionale dal 10 luglio al 18 novembre 1972 la nave venne messa in riserva il 1º luglio 1973 e trasferita a Baltimora, il suo porto base, dove dal dicembre 1974 ha svolto il ruolo di nave scuola per la US Navy Reserve. Nel corso della sua attività operativa nella US Navy la nave ha ricevuto due Battle Stars per il servizio nella guerra del Vietnam.
Elenco comandanti
- CDR Samuel Aldo McCornock 26 maggio 1945 - 2 agosto 1947 (successivamente RADM)
- CDR William Joseph Dimitrijevic 2 agosto 1947 - 24 luglio 1949
- CDR Jackson Hunter Raymer 24 luglio 1949 - 14 novembre 1950
- CDR William Andrew Hunt Jr. 14 novembre 1950 - 14 novembre 1951
- CDR Allen Boulden Register 14 novembre 1951 - 1º luglio 1952

Ai lavori tra il 1º luglio 1952 e il 28 febbraio 1953
- CDR Elphege Alfred Mailhot Gendreau, Jr. 28 febbraio 1953 - novembre 1954
- CDR Almer Paul Colvin novembre 1954 - agosto 1956
- CDR Marlin Claude Hydinger agosto 1956 - luglio 1958
- CDR Gordon Anthony Van Riper luglio 1958 - novembre 1959
- CDR Herbert Julian Brown novembre 1959 - maggio 1961
- CDR John Whipp Davis novembre 1961 - ottobre 1962
- CDR William McGovern ottobrect 1962 - 1964
- CDR Bert Milton Atkinson Jr. 1964 - 12 agosto 1965
- CAPT John Joseph Tice III 12 agosto 1965 - 8 agosto 1967
- CDR Harold Howard Sacks 8 agosto 1967 - 31 luglio 1969
- CDR William Clyde Earl 31 luglio 1969 - 25 aprile 1970
- CDR James Frederick Willenbrink 28 aprile 1970 - 28 settembre 1971
- CDR Robert Sheridan Swan 28 settembre 1971 - 16 febbraio 1973
- CDR Donald Wayne Whiting 16 febbraio 1973 - dicembre 1974
- CDR George Philipps dicembre 1974 - 15 dicembre 1976
- CDR Albert Eugene Rieder 15 dicembre 1976 - 1978 (successivamente RADM)
- CDR Robert Edward Johannesen 1978 - 29 dicembre 1980
- CDR Richard Ernest Seaman 29 dicembre 1980 - 24 febbraio 1982

## ARMNetzahualcóyotl(D-102)
Il 24 febbraio 1982 la nave venne ceduta al Messico e ribattezzata Netzahualcóyotl in onore del Tlatoani di Texcoco, una città stato dell'America precolombiana, che ai tempi della conquista spagnola era una delle maggiori città dell'America centrale, con una popolazione di circa 24.000 abitanti, seconda sola a Tenochtitlán; Nezahualcóyotl, che era profondamente religioso e sembra venerasse un unico dio, governò con grande saggezza e fu conosciuto anche come poeta e filosofo per le sue poesie giunte fino a noi, circa trenta composizioni, che trattano dei temi della morte, dell'enigma dell'uomo e della sua creazione divina.
La nave effettuava annualmente crociere addestrative con gli allievi dell'Accademia Navale Messicana, navigando dal Messico fino a San Francisco in California.
Nel 2013 venne annunciato il suo ritiro dal servizio a causa della sua obsolescenza e agli alti costi di manutenzione. Il suo disarmo è avvenuto nel 2014.

Immagini della nave con la Armada de Mexico
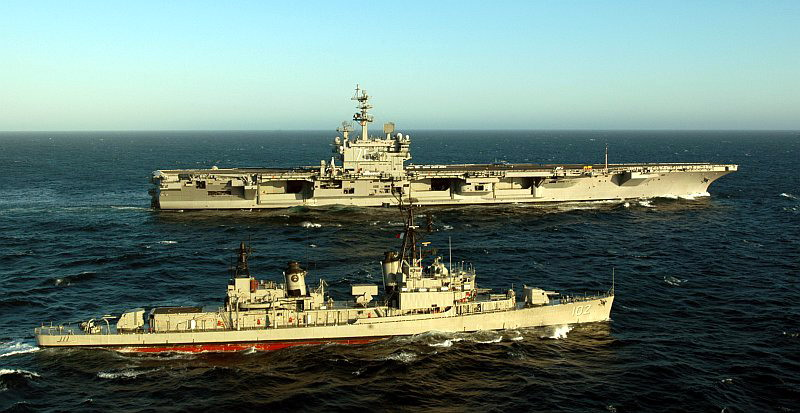
con la portaerei USS Ronald Reagan
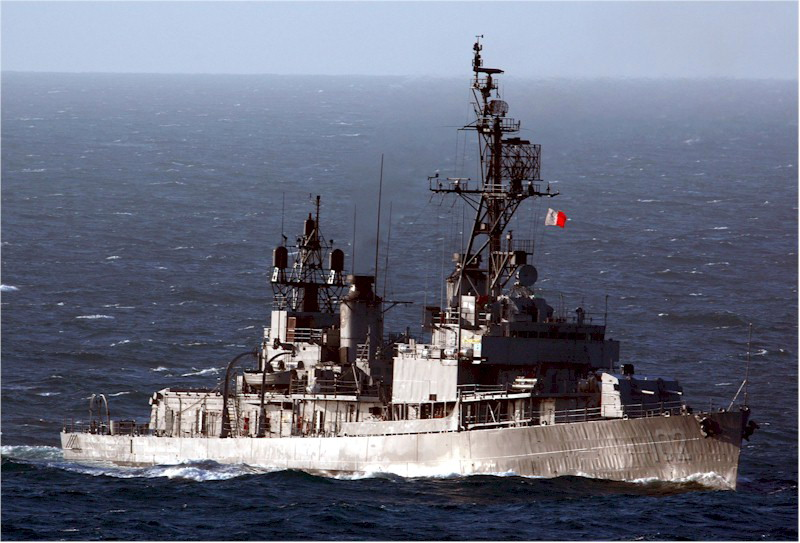
In navigazione